# Мабхут, Али
Али Ахмед Мабхут Мохсен Омаран Альхаджири (араб. علي أحمد مبخوت محسن عمران الهمامي‎; род.5 октября 1990; Абу-Даби, ОАЭ) — эмиратский футболист, нападающий, выступающий за сборную ОАЭ и клуб «Ан-Наср».

## Карьера

### Клубная
Али Мабхут родился в Абу-Даби и там же начал заниматься футболом в системе клуба «Аль-Джазира». С 2004 по 2008 год выступал в молодёжном составе этой команды.
Дебютировал в составе первой команды 17 апреля 2009 года в игре с клубом «Шарджа». Спустя неделю после дебюта во второй игре за против команды «Аль-Зафра» забил свой дебютный гол. В том же сезоне дебютировал в азиатской Лиге чемпионов и в первой же игре против тегеранского «Эстегляля» забил один из голов.
В сезоне 2010/11 Мабхут был одним из основных игроков стартового состава «Аль-Джазиры» и помог клубу впервые в своей истории завоевать титул победителя национального чемпионата. В сезоне 2014/15 Мабхут забил 16 мячей и стал четвёртым в списке бомбардиров, но единственным местным футболистом среди десятки самых результативных форвардов. А в следующем сезоне с 23 голами стал вторым бомбардиром чемпионата, уступив всего два года аргентинцу Себастьяну Тальябуэ.

### Международная
В составе олимпийской сборной ОАЭ Мабхут принимал участие в футбольном турнире лондонской Олимпиады. За весь турнир он сыграл всего 25 минут, выйдя на замену в матче третьего тура против сенегальцев. Набрав в своей группе лишь очко сборная ОАЭ уже после первой стадии покинула турнир.
В национальной сборной Али Мабхут дебютировал 16 октября 2012 года в игре с Бахрейном. В первой же игре в национальной команде Мабхут стал главным героем, четырежды поразив ворота соперники и принёс своей команде победу со счётом 6—2.
Первым серьёзным международным турниром в карьере Мабхута стал Кубок Персидского залива. Там он дважды отличился забитыми голами в ворота Катара и Бахрейна и помог своей команде выиграть турнир. На том же турнире в 2014 году забил пять раз, стал лучшим бомбардиром турнира, но сборная ОАЭ стала лишь третьей, уступив в полуфинале аравийцам.
В 2015 году принимал участие в Кубка Азии 2015, который проходил в Австралии. На групповом этапе Мабхут дважды отличился в игре с Катаром, один раз поразил ворота Бахрейна. В чертвертьфинале с японцами забил гол в игре и реализовал послематчевый пенальти. В матче за третье место против Ирака забил с пенальти решающий третий гол, который позволил сборной ОАЭ выиграть 3—2 и завоевать бронзовые медали. С пятью голами Мабхут стал лучшим бомбардиром турнира.
В декабре 2018 года был включён в заявку на Кубок Азии 2019. 10 января во втором матче группового этапа против Индии отличился голом на 88-й минуте игры. В итоге сборная ОАЭ одержала победу 2:0. 14 января в третьем матче на групповом этапе против сборной Таиланда (1:1) забил единственный гол своей команды на 7-й минуте встречи. В матче 1/8 финала против сборной Кыргызстана Али вновь отличился голом на 64-й минуте игры. ОАЭ победили 3:2 в дополнительное время и вышли в четвертьфинал. В матче четвертьфинала против Австралии Али голом на 68-й минуте принёс победу своей сборной и вывел её в полуфинал. В полуфинале сборная ОАЭ потерпела поражение со счётом 0:4 от будущего чемпиона — сборной Катара, тем самым закончив своё выступление на турнире.

## Достижения

### Командные
«Аль-Джазира»
- Чемпион ОАЭ (2): 2016/17, 2020/21.

Сборная ОАЭ
- Бронзовый призёр Кубка Азии: 2015.

### Личные
- Лучший бомбардир в истории сборной ОАЭ: 76 голов.
- Лучший бомбардир Кубка Азии: 2015.
- Лучший бомбардир чемпионата ОАЭ (2): 2017, 2021.